# Corium (insect)
Het corium is bij wantsen een onderdeel van de voorvleugel. De voorvleugel wordt bij wantsen wel het hemi-elytrum genoemd. Het corium is het middelste deel van de voorvleugel en wordt in de afbeelding aangegeven met een 4. 